# اچ‌ام‌اس ئی۱۳
اچ‌ام‌اس ئی۱۳ (به انگلیسی: HMS E13) یک زیردریایی بود که طول آن ۱۸۱ فوت (۵۵ متر) بود. این زیردریایی در سال ۱۹۱۴ ساخته شد.